# ЖКК Будућност Подгорица
Женски кошаркашки клуб Будућност је црногорски кошаркашки клуб из Подгорице. Такмичи се у Првој лиги Црне Горе.

## Успеси

### Национални
Национално првенство – 10
- Првенство СР Југославије
  - Првак (2) : 2001/02, 2002/03.

- Прва лига Црне Горе
  - Првак (8) : 2006/07, 2007/08, 2011/12, 2012/13, 2013/14, 2014/15, 2015/16, 2016/17.
  - Вицепрвак (1) : 2008/09.

Национални куп – 9
- Куп СР Југославије
  - Финалиста (1) : 2001/02.

- Куп Србије и Црне Горе
  - Финалиста (1) : 2002/03.

- Куп Црне Горе
  - Победник (9) : 2006/07, 2007/08, 2011/12, 2012/13, 2013/14, 2014/15, 2015/16, 2016/17, 2017/18.
  - Финалиста (3) : 2008/09, 2009/10, 2010/11.

### Међународни
- Јадранска пријатељска лига
  - Првак (2) : 2012/13, 2013/14.

- Регионална лига
  - Првак (2) : 2015/16, 2017/18.